# Dino Falconi
Dino Falconi (eigentlich Corrado Falconi, * 18. September 1902 in Livorno; † 17. Februar 1990 in Mailand) war ein italienischer Komödienautor, Drehbuchautor und Filmregisseur.

## Leben
Falconi wirkte als Autor für zahlreiche Formen der Kunst und Kritik: er schrieb Theaterkomödien und Kritiken, arbeitete für das Fernsehen ebenso wie für das Radio und war Journalist für Il Popolo d’Italia. Als Sohn des Schauspielers Armando Falconi und der Theateraktrice Tina Di Lorenzo war er schon als Kind in Berührung mit der darstellenden Kunst gekommen.
Meist in Zusammenarbeit mit anderen Autoren (darunter Angelo Frattini und, besonders häufig, Oreste Biancoli) verfasste er zahlreiche Erfolgsstücke für Schauspieler wie Vittorio De Sica, Sergio Tofano und Antonio Gandusio, musikalische Revuen wie „Op-là“, „Triangoli“ und „Ma che male ti fò“, in denen weibliche Stars wie Anna Magnani oder Lia Zoppelli spielten und etliche Drehbücher für Filme. Dreimal inszenierte er auch heute vergessene Werke selbst.

## Filmografie (Auswahl)

### Drehbuchautor
- 1931: La vacanza del diavolo
- 1960: Signori si nasce

### Regisseur
- 1939: Vento di milioni
- 1942: Don Giovanni